# التوائم واستخدام اليدين

استخدام اليد اليسرى دائما ما يحدث بشكل اقل من استخدام اليد اليمنى. عموما، استخدام اليد اليسرى يوجد بنسبه 10.8% من نسبه السكان.  ومع ذلك، استخدام اليد اليسرى شائع بشكل أكبر في التوائم عن الفرد الواحد، يحدث في 21% من الناس الذين هم تؤام.